# Žirje - Kabal
Žirje - Kabal este o arie protejată (sit de importanță comunitară — SCI) din Croația întinsă pe o suprafață de 298,09 ha, integral marine.

## Localizare
Centrul sitului Žirje - Kabal este situat la coordonatele 43°37′44″N 15°42′47″E / 43.628989°N 15.713155°E.

## Înființare
Situl Žirje - Kabal a fost declarat sit de importanță comunitară în iulie 2013 pentru a proteja un număr necunoscut de specii din flora spontană și fauna sălbatică aflate în arealul zonei.

## Biodiversitate
Situată în ecoregiunea marină mediteraneană, aria protejată conține 2 habitate naturale: Recifuri, Straturi cu Posidonia (Posidonion oceanicae).
La baza desemnării sitului se află un număr nedeclarat de specii protejate.